# فران کیچینگ
فران کیچینگ (انگلیسی: Fran Kitching؛ زادهٔ ۱۷ فوریهٔ ۱۹۹۸) بازیکن فوتبال اهل انگلستان است که در پست دروازه‌بان برای باشگاه کریستال پالاس در قهرمانی فوتبال زنان انگلستان بازی می‌کند. او پیش از این برای شفیلد یونایتد، لیورپول، چلسی و واتفورد بازی کرده است.
وی همچنین در تیم ملی فوتبال زیر ۲۰ سال انگلستان بازی کرده است.